# Gelbwaran
Der Gelbwaran (Varanus flavescens) ist eine Art der Schuppenkriechtiere (Squamata) aus der Gattung der Warane (Varanus).

## Merkmale
Der Gelbwaran ist ein mittelgroßer Waran, der eine maximale Gesamtlänge von bis etwa 90 cm erreichen kann. Die Schwanzlänge beträgt das 1,3fache der Kopf-Rumpf-Länge und ist damit eher gering. Bei 167 in Indien gefangenen Exemplaren konnte eine Durchschnittslänge von 70 cm festgestellt werden. Das Gewicht ausgewachsener Gelbwarane liegt meist zwischen 500 g und 1 kg. Es besteht hinsichtlich der Größe ein nur sehr geringer Geschlechtsdimorphismus. Der Kopf ist kurz und hoch, und die Schnauze breit. Die Nasenlöcher sind schlitzförmig und liegen näher an der Schnauzenspitze als am Auge. Der Rumpf ist stämmig gebaut und mit vergleichsweise großen und stark gekielten Schuppen bedeckt. Die Zehen sind insbesondere an den hinteren Füßen recht kurz. Der seitlich zusammengedrückte Schwanz hat oberseits einen doppelten Kiel aus Schuppen.
Die Färbung der Art ist recht variabel. Die Körperoberseite ist dunkel bis hellolivbraun oder rötlich. Der Rücken ist mit Querbändern aus mehr oder weniger verschmolzenen und oft auch dunkel umrandeten gelben Flecken gezeichnet. Dazu kann eine schwarze Netzzeichnung kommen. Der Bauch ist gelblich mit undeutlicher Querbänderung. Hinter dem Auge beginnt ein schwarzer Streifen, der sich über die Schläfe erstreckt (Temporalstreifen). Alttiere sind während der Paarungszeit (Monsunzeit) besonders prächtig gefärbt, ein solcher saisonaler Farbwechsel ist für Warane ungewöhnlich. Jungtiere sind schwarz und gelb gezeichnet.

## Verbreitung und Lebensraum
Der Gelbwaran bewohnt das südliche Asien, ab südlich vom Himalaya bis nach Ostpakistan, Nordindien, Nepal und Bangladesch. Die Art bewohnt insbesondere die Gebiete um die Flüsse Indus, Ganges, Brahmaputra, Brahmani und Mahanadi. Der bevorzugte Lebensraum ist Marschland, daneben besiedelt der Gelbwaran auch Flussufer, Kanäle und Reisfelder.

## Lebensweise
Wie alle Warane ist der Gelbwaran ein tagaktiver Einzelgänger. Während der Nacht ziehen sich Gelbwarane in selbst gegrabene Baue zurück. Praktisch inaktiv sind Gelbwarane während der Trockenzeit zwischen November und Februar, die sie auch in ihren Bauen überdauern. Im November fressen sich die Warane möglichst große Fettreserven an, da dann auch die energieintensive Fortpflanzungszeit (z. B. Dotterbildung) beendet ist. Gelbwarane sind vorwiegend Bodenbewohner. Auch wenn sie gelegentlich klettern, sind sie dabei durch ihre kurzen Zehen beschränkt. Während der Monsunzeit von Juni bis Oktober sind die Tiere auch häufig im Wasser zu finden.

## Ernährung
Der Gelbwaran sucht züngelnd aktiv nach Beute und jagt diese wahrscheinlich sowohl im Wasser als auch an Land. Gelbwarane fressen Froschlurche, Amphibienlaich, Reptilieneier, Vögel, Vogeleier, Insekten und Nagetiere, sowie gelegentlich Weichtiere. Den Hauptteil der Nahrung machen Froschlurche aus.

## Fortpflanzung
Sowohl Männchen als auch Weibchen werden mit etwa 3–4 Jahren geschlechtsreif. Die Männchen haben dann eine Kopf-Rumpf-Länge von etwa 26 cm erreicht, die Weibchen messen in diesem Alter etwa 25 cm Kopf-Rumpflänge. Die Paarungszeit fällt in den Juni und Juli, die Paarung findet also zur frühen Regenzeit statt. Die Weibchen legen dann bis in den Oktober ihre etwa 10 g schweren Eier ab. Pro Jahr wird stets nur ein Gelege produziert, welches 4–30 Eier umfasst (⌀ 16). Zur Eiablage legt das Weibchen eine Höhle an, welche sie zur Vermeidung einer Überschwemmung in erhöhtes Terrain gräbt. Die Jungtiere schlüpfen in Indien dann im März, also kurz vor Beginn der nächsten Regenzeit.
Auffallend ist, dass Gelbwarane nur wenige Kratz- oder gar Bisswunden aufweisen, daher ist ein ausgeprägtes Konkurrenzverhalten der Männchen (z. B. Kommentkämpfe) unwahrscheinlich. Womöglich spielt die auffällige Färbung zur Paarungszeit eine Rolle, zumal diese mit der Spermatogenese, der Oogenese und dem Eintritt der Geschlechtsreife korreliert. Visser (2004) vermutet eine hormonelle Steuerung dieser Prozesse.

## Lebenserwartung
In Gefangenschaft werden Gelbwarane bis zu 10 Jahre alt.